# Cabool (Misuri)
Cabool es una ciudad ubicada en el condado de Texas en el estado estadounidense de Misuri. En el Censo de 2010 tenía una población de 2146 habitantes y una densidad poblacional de 212,62 personas por km².

## Geografía
Cabool se encuentra ubicada en las coordenadas 37°7′35″N 92°6′12″O / 37.12639, -92.10333. Según la Oficina del Censo de los Estados Unidos, Cabool tiene una superficie total de 10.09 km², de la cual 9.94 km² corresponden a tierra firme y (1.57%) 0.16 km² es agua.

## Demografía
Según el censo de 2010, había 2146 personas residiendo en Cabool. La densidad de población era de 212,62 hab./km². De los 2146 habitantes, Cabool estaba compuesto por el 96.37% blancos, el 0.37% eran afroamericanos, el 0.47% eran amerindios, el 0.56% eran asiáticos, el 0% eran isleños del Pacífico, el 0.14% eran de otras razas y el 2.1% pertenecían a dos o más razas. Del total de la población el 2.56% eran hispanos o latinos de cualquier raza.